# Estereotípia (etologia)
|  | Aquest article tracta sobre un comportament repetitiu en els animals. Si cerqueu un comportament repetitiu humà, vegeu «Estereotípia». |

En el comportament dels animals, la estereotípia en els animals, el comportament estereotipat o comportament estereotípic té diversos significats, la qual cosa condueix a l'ambigüitat en la literatura científica. Una estereotipia és un terme per a un grup de comportaments que són repetitius, morfològicament idèntics i que no tenen cap objectiu ni funció òbvia.
Aquests comportaments s'han definit com a «anormals», ja que s'exposen únicament a animals sotmesos a ambients de captivitat, alimentacions programades o restringides, privació social i altres casos de frustració, però no es produeixen en animals «normals» en els seus entorns naturals.
Aquests comportaments poden ser inadaptats, implicant una autolesió o una reducció de la reproducció, i en animals de laboratori poden confondre investigacions sobre el comportament. Es pensa que els comportaments estereotipats són causats en última instància per ambients artificials que no permeten als animals satisfer les seves necessitats conductuals normals. En lloc de fer referència al comportament com a anormal, s'ha suggerit que es descrigui com a «comportament indicatiu d'un entorn anormal».
El comportament estereotipat també pot referir-se a comportaments normals que mostren una baixa variació. Per exemple, els cicles de masticació de mamífers o els peixos que capturen preses mitjançant la succió. Moviments altament estereotipats poden ser deguts a una constricció mecànica (com el crani d'un escurçó o un peix, en què els ossos estan units mecànicament), un control neuronal estret (com en la masticació dels mamífers) o ambdues coses. El grau d'estereotips pot variar notablement entre espècies estretament relacionades que participen en un mateix comportament.

## Aparició i persistència

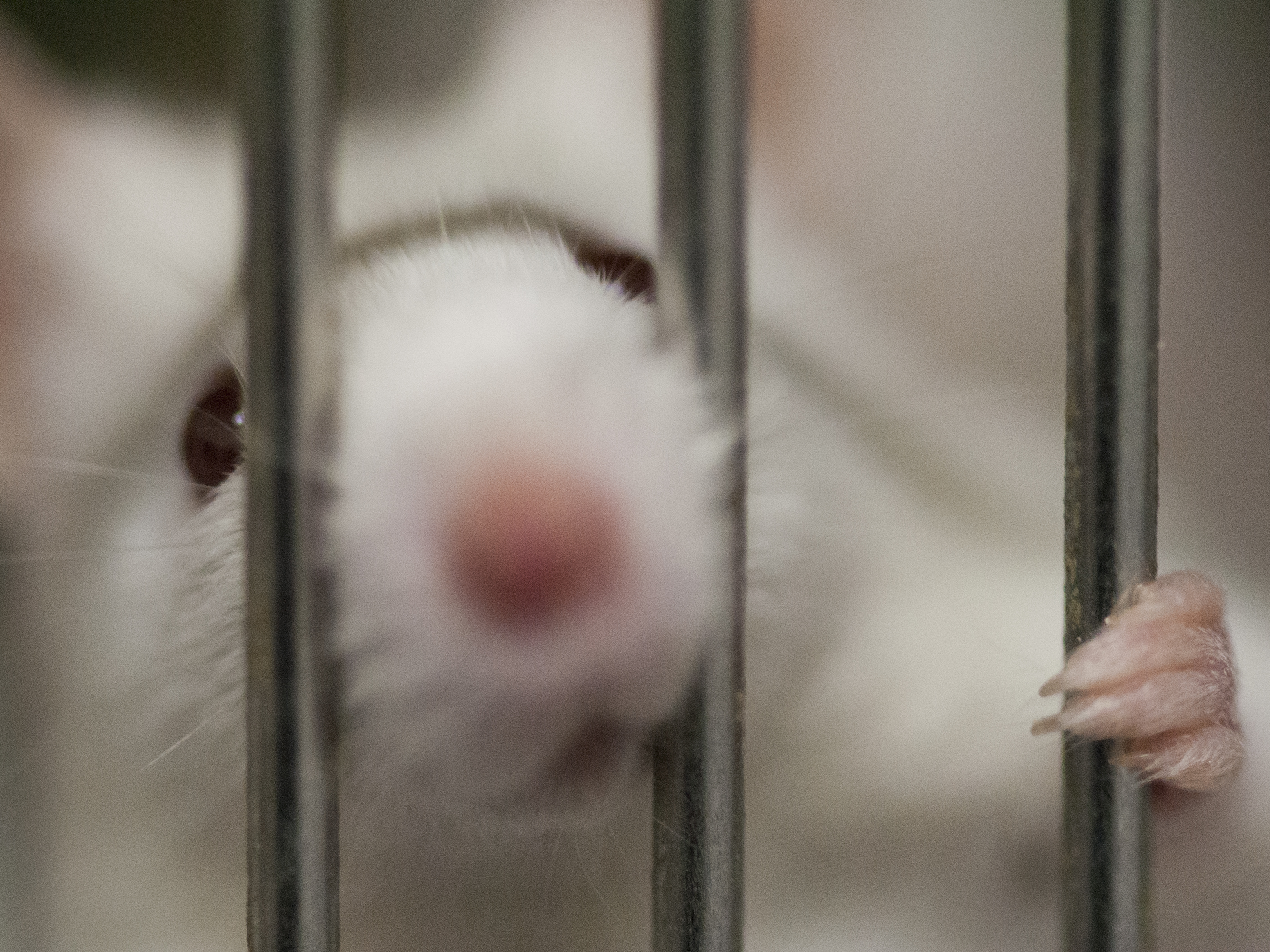
Comportament d'ensumar per explorar que pot provocar el desenvolupament en un ratolí de l'estereotipia de rossegar les barres de la gàbia

La visualització d'estereotipies s'acostuma a augmentar en un individu a través del temps a causa de la motivació canviant de l'estereotipia. L'establiment d'una estereotipia pot ser degut a diversos factors dins d'un entorn en captivitat. Un dels factors dins d'un entorn en captivitat que pot afectar l'establiment d'estereotipies són els comportaments exploratoris dirigits a l'exterior d'una gàbia. Les investigacions suggereixen que alguns comportaments estereotipats habituals vistos en ratolins, per exemple, poden causar-se per conductes exploratòries. S'ha notat que quan els ratolins pugen a les barres de la gàbia, sovint intenten sortir fora de la gàbia posant el nas entre les barres de la gàbia. Durant aquest procés, els ratolins rosseguen ocasionalment les barres. Amb el pas del temps, la freqüència de rossegar la barra augmenta mentre la freqüència voler sortir disminueix fins que els ratolins es queden només amb l'estereotipia de rossegar. Tot i que hi ha fortes proves que suggereixen que el desenvolupament d'estereotipies es veu influït per conductes d'exploració, els mecanismes que hi ha darrere d'aquests comportaments exploratoris encara no estan clars. Poden ser el resultat d'alguns estímuls atractius fora de la gàbia o poden ser motivats per escapar de la gàbia.
La continuïtat d'un comportament estereotipat es pot explicar pel seu impacte en els ganglis basals i l'establiment d'un hàbit en la seva expressió. La investigació en humans suggereix que els danys als ganglis basals dorsals poden dificultar molt la possibilitat de canviar entre dues conductes motrius per a una persona, per la qual cosa realitzarà contínuament el mateix comportament. S'han detectat dificultats similars en l'intercanvi de conductes motrius als talpons roig, cosa que suggereix que la disfunció dels ganglis basals pot ser un factor en el desenvolupament d'estereotips en rosegadors i altres animals.
La interrupció o cessament d'un hàbit és molt més tediosa i difícil que la del comportament inicial. A mesura que es desenvolupen les estereotipies, s'expressen amb més fàcilment, de manera que ja no s'expressen només durant les circumstàncies originals i es poden expressar en absència d'estrès o conflicte aparent. El desenvolupament de l'estereotipia en un hàbit i la dificultat d'interrompre aquest hàbit expliquen per què s'espera que la freqüència de les estereotipies augmenti amb el temps. També hi ha algunes investigacions que suggereixen que la persistència de les estereotipies pot ser deguda a diferències de comportament entre animals amb estereotipies i sense. Una de les diferències en el comportament que s'ha investigat és que s'observa una major resistència a la interrupció de l'estereotipia en animals que presenten conductes estereotipades. La resistència a la interrupció es produeix quan els animals són incapaços d'aturar una resposta apresa.
Les investigacions realitzades amb gossos domesticats han demostrat que els gossos que presenten conductes estereotipades comunes tenen una major resistència a la interrupció en una tasca experimental simple que altres gossos. Aquesta correlació suggereix que les conductes estereotipades en els gossos poden haver estat reforçades d'alguna manera en un primer moment en el seu desenvolupament i han persistit perquè aquests gossos són altament resistents a la interrupció de l'esterotipia.

## Exemples
Moltes estereotipies poden ser induïdes per confinament; per exemple, quan es fiquen gats a les gàbies del zoo. Les truges embarassades, l'alimentació de les quals està restringida, mosseguen les barres de les gàbies i masteguen sense res a la boca. Entre les rates i ratolins de laboratori, dormir en excessiu i la neteja i tenir cura del seu pel és l'activitat més comuna, i s'han utilitzat aquestes estereotipies per investigar diversos models animals d'ansietat i depressió.
Exemples de comportaments estereotipats inclouen moviments rítmics, el balanceig, natació en cercles, dormir en excessiu, automutilació (inclosa l'arrancament de plomes i la seva excessiva neteja) i mossegar les barres de les gàbies.

Un elefant que mostra un comportament estereotipat de balanceig de la trompa
- Vídeo d'un ratolí que mostra diferents estereotípies induïdes per l'amfetamina semblants a l'onicofàgia.[13]

Les estereotipies es veuen en moltes espècies, inclosos els primats, les aus i els carnívors. Fins al 54% d'elefants en parcs zoològics mostren conductes estereotipades. El comportament estereotipat també és habitual en les girafes en captivitat; tot i que realitzen una àmplia gamma d'estereotipies, solen predominar sobre objectes inanimats, que poden estar relacionats amb limitacions del comportament d'alimentació i alimentació naturals. Les estereotipies són molt conegudes en cavalls tancats en estables, que solen desenvolupar-se com a resultat de ser confinats, sobretot quan fan poc exercici. S'anomenen col·loquialment «vicis d'estables». Presenten un problema de gestió, que no només porta a danys a la instal·lació provocats per mossegades, cops i moviments repetitius, sinó que també comporta conseqüències sobre la salut per a l'animal si no s'aborda.
Els ossos del Tibet (Ursus thibetanus) i els ossos malais (Helarctos malayanus), també presenten estereotipies quan són engabiats. Les estereotipies habituals d'aquestes espècies inclouen el balanceig del cap.
Les estereotipies també es poden observar en animals domesticats, com els gossos. Els comportaments estereotípics habituals en els gossos inclouen moviments en cercles, la fixació en la llum i mossegar-se la cua.

## Solucions
De vegades, el comportament estereotipat es pot reduir o eliminar mitjançant l'enriquiment ambiental, incloent-hi zones tancades més grans i més estimulants, l'entrenament i la introducció d'estímuls (com objectes, sons o olors) al medi de l'animal. L'enriquiment s'ha de variar per mantenir-se efectiu durant qualsevol període. L'habitatge d'animals socials com els primats amb altres membres de la seva espècie també és d'ajuda. Tot i això, un cop establert el comportament, de vegades és impossible eliminar-lo per alteracions del cervell.

## Benestar animal
El desenvolupament i l'expressió continuada d'estereotipies en animals en captivitat poden esdevenir ràpidament una preocupació per al benestar dels animals. Les estereotipies es consideren un dels indicadors més importants de problemes de benestar a llarg termini. Una exhibició prolongada d'estereotipies suggereix que el benestar de l'animal està en estat de perill. El benestar del visó es considera un aspecte important des del punt de vista de la gestió, ja que té repercussions en la reproducció de l'animal. El benestar inadequat s'ha relacionat amb una mala reproducció i un ritme de creixement deficient.

## Investigació animal
Les mostres extremes d'estereotipies poden ser un problema de benestar animal i una confusió en la investigació comportamental. Atès que bona part de la investigació comportamental feta amb animals requereix que el subjecte tingui un cert nivell de funcionament conductual normal, qualsevol comportament estereotipat exhibit pels subjectes podria comprometre els resultats. Tanmateix, les expressions del comportament estereotipat també poden presentar una oportunitat única per als investigadors. De la mateixa manera que la investigació humana sobre la disfunció dels ganglis basals proporcionava una visió detallada sobre el desenvolupament d'estereotipies en animals, la investigació en animals sobre conductes estereotipades pot ajudar a comprendre els mecanismes neuronals que hi ha darrere de molts de les estereotípies motores vistes en les poblacions clíniques humanes.